# Типчаково-ковыльная степь
Типча́ково-ковы́льная степь — степь, где прорастает Овся́ница валли́сская, или Типчак (лат. Festúca valesiáca) и Ковыль (лат. Stipa).

## Значение и применение
Некоторые виды ковыля ценятся как кормовые растения, в частности как пастбищный корм для скота. Тем не менее, его пищевая ценность существенно ниже, чем у других многолетних трав. Выпас скота на заковыленных пастбищах во второй половине лета приводит к ковыльной болезни когда ростки ковыля впиваются в кожу животных и вызывают её воспаление.
Эспарто служит сырьём для плетения тканей (например, искусственного шёлка), а также для изготовления бумаги.
Типчак является лучшим пастбищно-кормовым растением степи и полупустыни; особенно охотно поедается мелким скотом и лошадьми, являясь для них весной нажировочным кормом. Ценен он ещё и тем, что, развиваясь сильно в начале лета, в августе производит новую листву, служащую кормом на осенних и зимних пастбищах; скотобоя не боится и, напротив, интенсивный выпас скота на ковыльно-типчаковых степях приводит к вытеснению  ковыля, что только улучшает пастбище. По характеру роста для косьбы не пригоден; урожайность до 0,4—0,8 т с га. Для громадных пространств северного и центрального Казахстана является основным пастбищным растением.
Сочетание данных видов на определённом участке степи должно обеспечить полноценную борьбу с вредоносными растениями и помогает улучшать в несколько раз сенозаготовку для нужд сельского хозяйства в основном в наше время частного.